# パケット割引サービス
パケット割引サービス（ぱけっとわりびき-）は、携帯電話料金の割引サービスの一つ。NTTドコモグループではパケットパック、auではパケット割として、ソフトバンクモバイルではハッピーパケットとしてサービスが行われている。

## 概要
一定の料金を払う代わりに、パケット単価を通常より値下げするサービスである。パケット定額制とは異なり従量課金であるが、パケット定額制が適用できない通信方式で多く用いられている。

## 各社の詳細

### パケットパック（NTTドコモ）
定額料を支払うことで、パケット料金を割引く。定額料を使いきれなかった場合は、音声でも利用可能であり、2ヶ月繰越も適用される。また国際ローミングサービス（WORLD WING）で利用した場合、パケット割引は適用されないが、定額料は国際通話料やパケット料（0.2円/1パケット）として利用することができる。
- パケットパック10 定額料1,050円 パケット単価0.105円 無料通信分10,000パケット
- パケットパック30 定額料3,150円 パケット単価0.0525円 無料通信分60,000パケット
- パケットパック60 定額料6,300円 パケット単価0.021円 無料通信分300,000パケット
- パケットパック90 定額料9,450円 パケット単価0.01575円 無料通信分600,000パケット

詳細はパケットパック参照

### パケット割（au）

#### CDMA 1X
- パケット割 定額料1,050円 パケット単価0.105円 無料通信分10,000パケット

#### CDMA 1X WIN
- パケット割WIN 定額料1,050円 パケット単価0.084円 無料通信分12,500パケット ※2005年5月1日よりダブル定額ライトに移行

### ハッピーパケット（ソフトバンクモバイル）
ハッピーパケットを参照のこと。